# Hypotacha fiorii
Hypotacha fiorii là một loài bướm đêm trong họ Erebidae.